# Euthore
Euthore – rodzaj ważek z rodziny Polythoridae.

## Podział systematyczny
Do rodzaju należą następujące gatunki:
- Euthore confusa (Kennedy, 1940)
- Euthore dorada (Bick & Bick, 1991)
- Euthore fasciata (Hagen in Selys, 1853)
- Euthore fassli Ris, 1914
- Euthore fastigiata (Selys, 1859)
- Euthore hyalina (Selys, 1853)
- Euthore inlactea Calvert, 1909
- Euthore klenei (Karsch, 1891)
- Euthore leroii Ris, 1918
- Euthore meridana Selys, 1879
- Euthore mirabilis McLachlan, 1878
- Euthore munda (McLachlan, 1878)
- Euthore parda (Bick & Bick, 1991)
- Euthore terminalis (McLachlan, 1878)